# John Compton
John George Melvin Compton (29 de abril de 1925 - 7 de setembro de 2007) foi um político e primeiro-ministro de Santa Lúcia por três vezes: 1964 a 1979, 1982 a 1996 e de 2006 até sua morte em 2007. Compton foi o negociador da independência de Santa Lúcia do Império Britânico, obtida em 1979.